# Kluane Lake
Kluane Lake is een meer in het Canadese territorium Yukon. Het ligt in het zuidwesten van het gebied en is het grootste meer dat volledig binnen de grenzen ervan valt.
Kluane Lake ligt in een diep ingesneden vallei in het berggebied ten noorden van het nationaal park Kluane. Het is meer dan 80 km lang en gemiddeld 5 à 7 km breed. Langsheen de westoever van Kluane Lake loopt de Alaska Highway, waaraan de enige twee plaatsen aan de oevers van het meer liggen: Burwash Landing en Destruction Bay.

## Verdwijning van de Slims
Tot in 2016 werd het meer in het zuiden aangevuld door de Slims, een smeltwaterrivier met als oorsprong de Kaskawulshgletsjer. Doordat de gletsjer steeds kleiner werd, werd de rivier onthoofd en kwam al het water plots in de rivier Kaskawulsh terecht. Voorheen kwam het smeltwater in beide rivieren terecht. Op 29 mei 2016, na vier dagen, was de ooit tot 150 meter brede Slims helemaal verdwenen. Sindsdien is het waterpeil van Kluane Lake aanzienlijk gedaald.

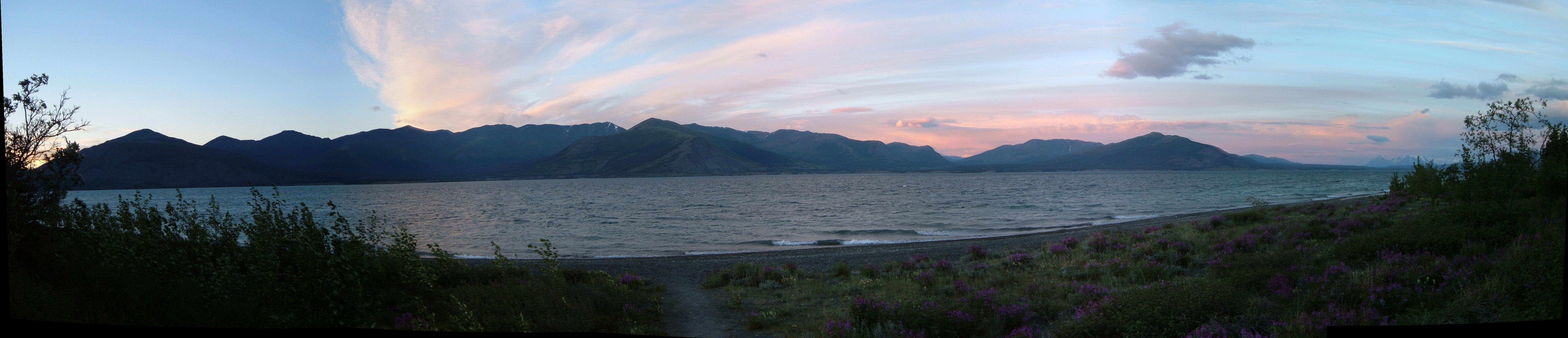
Zonsondergang boven Kluane Lake